# Route nationale 567
Die N567 war von 1933 bis 1973 eine französische Nationalstraße, die zwischen Grasse und Cannes verlief. Ihre Länge betrug 17 Kilometer. 1978 wurde sie Teil der N85 und 2006 dann abgestuft. Zwischen Grasse und Mougins war die N567 ab 1824 Teil der Nationalstraße 7. 1828 ging dieser Abschnitt an die N85 über und wurde 1870 abgestuft.

## N567a
Die N567A war von 1963 bis 1973 ein Seitenast der N567, der von dieser im nördlichen Cannes abzweigte und zur Anschlussstelle 42 der A8 führte. Die Länge betrug 2 Kilometer. 1978 wurde sie zur N285 (Seitenastfunktion der N85) und seit 2006 ist sie die D6285.